# ヨコスカネイビーバーガー

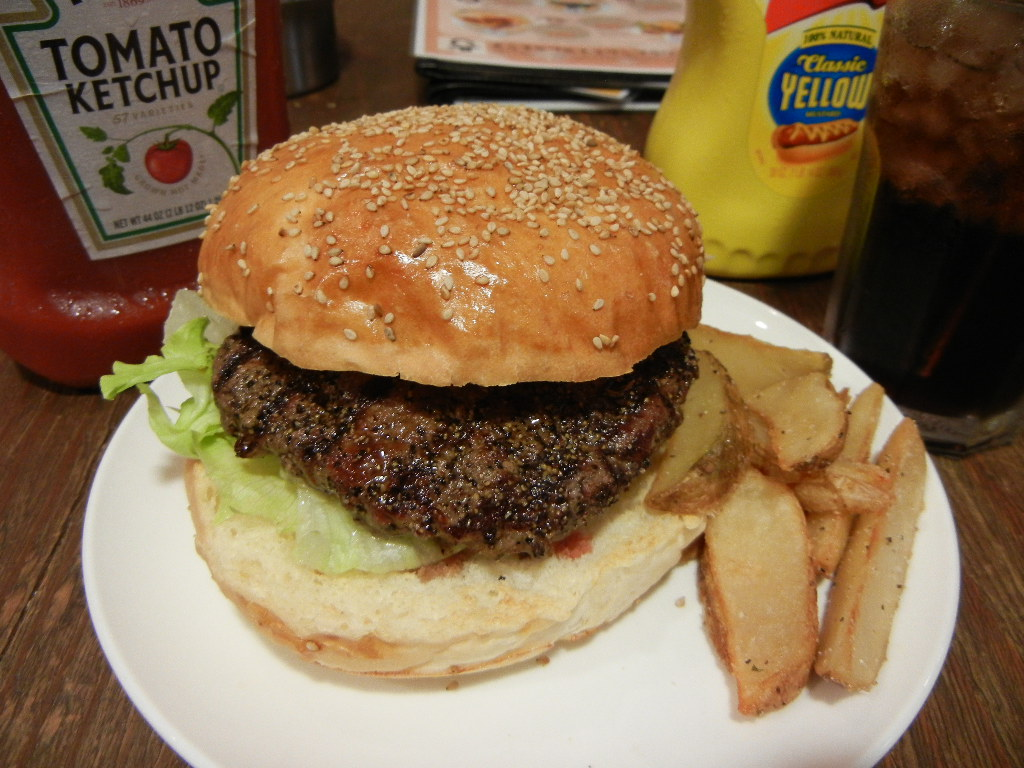
ヨコスカネイビーバーガー

ヨコスカ ネイビー バーガー（YOKOSUKA NAVY BURGER）とは、2009年1月30日から神奈川県横須賀市内で販売が開始された、横須賀独自のハンバーガーである。ご当地バーガーの一つとされる。
2008年11月に横須賀市が「YOKOSUKA NAVY BURGER」で商標登録を出願しており、2009年6月19日に登録が認められている（日本第5239674号）。

## 経緯
横須賀市では、1999年（平成11年）から、「よこすか海軍カレー」をいわゆるご当地グルメとして町おこしを行ってきた。海軍カレーは旧日本海軍の横須賀鎮守府を発祥とすることから、町おこしに当たって、海上自衛隊の横須賀基地と共同で地元の活性化を推進してきた。この海軍カレーによる町おこしが、2009年（平成21年）に10周年を迎えるに当たり、海上自衛隊と共に横須賀市にあるアメリカ海軍第7艦隊の横須賀基地とも、共同で地元の活性化を推進することになった。
そこで、米海軍内で食べられていたハンバーガーである「NAVY BURGER（ネイビー バーガー）」のレシピを、同基地と横須賀市との友好の象徴として提供してもらい、それを基に、横須賀独自に開発した「YOKOSUKA NAVY BURGER（ヨコスカ ネイビー バーガー）」を新たに市内の飲食店で提供することになった。これにより、既存の海軍カレーと同様に、横須賀市の都市イメージ向上と、同市への集客促進を図ることを目的としている。
2008年11月19日に、横須賀基地の米海軍司令官より横須賀市長へ、「ネイビーバーガー」のレシピが提供された。この「ネイビーバーガー」とは、米海軍内の軍隊食であり、艦船の見張り要員の食事として提供されていたものである。
このレシピを基に、横須賀市内の飲食店では店舗ごとに独自にハンバーガーを開発し、「ヨコスカネイビーバーガー」という統一ブランド名で、2009年1月30日から市内4店舗で販売を開始した。提供店はその後拡大し、同年12月時点では13店舗となっている。

## 特徴
パテには、赤身の多い100％牛肉を用いている。日本国内のファストフード店が供するような、日本人向けに様々な材料を用いたものとは異なっているとされる。パテの調理は極めてシンプルで、牛肉本来の味を損なわないようにしており、「まるでステーキをパンではさんだような」と形容される。この点も、日本人向けに様々なソースで味付けしたファストフード店のものとは異なっているとされる。焼き方にも、店舗ごとに特色があるとされる。
トッピングには玉ねぎやトマトを用い、食べる際には好みでケチャップやマスタードによる調味を行う伝統的なアメリカンスタイルである。

## 参考資料
- “ヨコスカ・ネイビー・バーガー:4店で一斉に販売開始 米海軍がレシピ提供 /神奈川”. 毎日新聞. (2009年1月31日) 2010年1月18日閲覧。[リンク切れ]